# Бирюковский (Ростовская область)
Бирюко́вский — хутор в Верхнедонском районе Ростовской области.
Входит в состав Мешковского сельского поселения.

## Население
| 1989 | 2002 | 2010 |
| ---- | ---- | ---- |
| 364  | ↘294 | ↘237 |

## Улицы
На хуторе имеется одна улица: Бирюковская.

## Известные уроженцы
- Девотченко, Иван Георгиевич (1902—1956) — советский военачальник, военный лётчик, полковник.